# Intervjun med Saddam Hussein i februari 2003
Intervjun med Saddam Hussein i februari 2003 avser det amerikansska nyhetsankaret Dan Rather på CBS News intervju med Iraks president Saddam Hussein den 24 februari 2003, strax före USA:s invasion av Irak. Intervjun sändes såväl i USA som i Iraks tre TV-nätverk.

## Intervjun i sammanfattning
- Hussein tillkännager sitt stöd för Allah, islam och Palestina.
- Hussein nekar till påståendet att Irak har massförstörelsevapen.
- Hussein nekar till kontakt med Osama bin Laden.
- Hussein säger att han inte kommer att lämna ifrån sig presidentposten.
- Hussein säger också att han inte kommer att söka asyl, eller lämna Irak.